# Los Plebes del Rancho de Ariel Camacho
Los Plebes del Rancho de Ariel Camacho o simplemente Los Plebes del Rancho es una agrupación de música regional mexicana especializada en el estilo del sierreño-banda (también conocido como sierreño con tuba). Fue fundada en 2013 en Guamúchil, Sinaloa, como Ariel Camacho y los Plebes del Rancho, por Ariel Camacho y su amigo César Sánchez. Firmaron originalmente con DEL Records en 2014, pero luego se retiraron en 2016 debido a disputas generadas con el incumplimiento del contrato y firmaron con JG Entertainment. Tras el fallecimiento de Ariel Camacho provocó cambios en el grupo.siendo solamente César Sánchez el único miembro original que continua en el grupo.
El grupo consiste en una guitarra de doce cuerdas (también conocida cómo docerola), una guitarra acústica de seis cuerdas y una tuba sousafón. Este estilo musical es un híbrido del sierreño tradicional y la banda sinaloense. Se le atribuye a Los Plebes del Rancho el haber convertido su estilo, que anteriormente había sido un género oscuro de las sierras del noroeste de México, en un género popular en todo México y en la comunidad mexicoamericana de los Estados Unidos.

## Historia
El grupo fue fundado en 2013 por Ariel Camacho, quien fuera el vocalista y guitarrista principal hasta su fallecimiento en un accidente automovilístico en 2015. Fue así que Ángel del Villar, el CEO del sello DEL Records donde habían firmado, descubrió a través de redes sociales a José Manuel López Castro, un joven originario de Angostura, Sinaloa, quién mostraba su talento al tocar la guitarra interpretando temas de Ariel Camacho. Fue entonces cuando firmó un contrato y se unió al grupo junto a los dos integrantes originales, César Sánchez y Omar Burgos. Después de la inclusión de López Castro al grupo, ahora nombrado "Los Plebes del Rancho de Ariel Camacho", que continúa dicho proyecto retomando el legado de Ariel Camacho. A principios de 2016, la agrupación estrena su disco "Recuerden mi estilo" con temas muy populares de la talla de «Que caro estoy pagando» y «No lo hice bien».
Sin embargo, en marzo de 2016, se produjo una batalla legal con su sello, DEL Records, ya que tanto la compañía como la banda afirmaban ser los dueños del nombre "Los Plebes del Rancho". Al final, la banda se dividió en dos: José Manuel López Castro y César Sánchez dejaron DEL Records y continuaron grabando como "Los Plebes del Rancho", mientras que su intérprete original de tuba, Omar Burgos, se unió a DEL Records y fue reclutado para ser parte de un nuevo grupo sierreño promovido por el sello: "Ulises Chaidez y sus Plebes".
José Manuel y César Sánchez regresan a la compañía del productor y actual mánager del grupo JG Music, quien también impulsó la carrera de Ariel Camacho antes de firmar con DEL y a estos se les une un nuevo tubero llamado Israel Meza, que también había trabajado con Ariel y Los Plebes grabando el sonido de la tuba en álbumes como "El karma" y "Recuerden mi estilo". Es así como en abril del 2017 ya renovados lanzan su álbum llamado "La suerte".
Las canciones «Por enamorarme» (2016) y «Será que estoy enamorado» (2017) han encabezado las listas de éxitos mexicanos. 
En marzo de 2018, mediante el programa de televisión Hoy, Los Plebes del Rancho hicieron un casting para seleccionar al cuarto integrante de la agrupación, y es así como mediante audiciones y programas, se decidió por los tres integrantes originales que el ganador de dicho casting era Juan Jesús "Johnny" Cortés; originario de  Florencia, Zacatecas. En julio del mismo año se perciben rumores de que el primer vocalista, José Manuel López Castro, saldría de la agrupación para formar un nuevo proyecto, siendo así, desmentido por el mismo artista, aunque finalmente terminó abandonado el grupo en septiembre de ese mismo año y Cortés se quedó como vocalista y guitarrista principal.
En marzo de 2024, se unió a la agrupación otro vocalista y guitarrista, Orlando Valdés; originario de Culiacán, Sinaloa.
En septiembre de 2024, Johnny Cortés se salió de Los Plebes del Rancho; dejando a Orlando Valdés como vocalista y guitarrista principal.

## Miembros
| Miembros actuales - Orlando Valdés - primera voz, guitarra de doce cuerdas (2024 - presente) - César Sánchez - segunda voz, guitarra armonía (2013 - presente) - Israel Meza - tuba (2016 - presente) | Antiguos miembros - Ariel Camacho - primera voz, guitarra de doce cuerdas (2013 - 2015) - Omar Burgos - tuba (2013 - 2016) - José Manuel López Castro - primera voz, guitarra de doce cuerdas (2015 - 2018) - Juan Jesús "Johnny" Cortés - primera voz, guitarra de doce cuerdas (2018 - 2024) |

## Discografía

### Álbumes de estudio

#### Como Ariel Camacho y Los Plebes del Rancho
- 2013: Rey de Corazones, (JG Music)
- 2013: Ariel Camacho "La Tuyía" (JG Music)
- 2014: El Karma (DEL Records)
- 2015: Hablemos (álbum póstumo), (DEL Records)
- 2017: Ariel Camacho Para Siempre (álbum póstumo), (DEL Records)

#### Como Los Plebes del Rancho de Ariel Camacho
- 2016: Recuerden Mi Estilo (DEL Records)
- 2017: La Suerte (JG Music)
- 2019: En Vivo con Banda Sinaloense La Tuyía, Vol. 1 (JG Music)
- 2019: Nació Pa' Leyenda (JG Music)
- 2020: EP: 5 Años Después (JG Music)
- 2020: En Vivo con Banda Sinaloense La Tuyía, Vol. 2 (JG Music)
- 2021: Recordando a Una Leyenda (con Christian Nodal)
- 2022: EP: Amor Pasajero (JG Music)

## Premios y nominaciones
| Año  | Premio              | Categoría                                            | Obra                                           | Resultado | Ref.   |
| ---- | ------------------- | ---------------------------------------------------- | ---------------------------------------------- | --------- | ------ |
| 2015 | Grammy              | Mejor Álbum de Música Norteña                        | El karma                                       | Nominados | [ 5 ]  |
| 2016 | Juventud            | Álbum del Año/Regional Mexicano                      |                                                | Nominados | [ 6 ]  |
| 2016 | Billboard           | Canción Regional Mexicana del Año                    | Te metiste                                     | Ganadores |        |
| 2016 | Billboard           | Artista del Año, Debut                               |                                                | Ganadores |        |
| 2015 | Lo Nuestro          | Lo Toco Todo/Música                                  |                                                | Nominados | [ 7 ]  |
| 2015 | Grammy              | La Más Pegajosa - Música                             | El karma                                       | Nominados | [ 8 ]  |
| 2015 | Juventud            | La Más Pegajosa - Música                             | Te metiste                                     | Nominados | [ 9 ]  |
| 2015 | Juventud            | Canción Corta-venas/Música                           | Te metiste                                     | Nominados | [ 9 ]  |
| 2015 | Juventud            | Mi Ringtone/Música                                   | El karma                                       | Nominados | [ 9 ]  |
| 2015 | Juventud            | La Voz del Momento/Música                            |                                                | Nominados | [ 9 ]  |
| 2016 | iHeartRadio         | Mejor Canción de Música Regional Mexicana            | Te metiste                                     | Nominados | [ 10 ] |
| 2016 | Billboard           | Mejor Canción Latina                                 | Te metiste                                     | Nominados |        |
| 2016 | Billboard           | Canción del Año                                      | Te metiste                                     | Nominados |        |
| 2016 | Billboard           | Álbum del Año/Regional Mexicano                      | El karma                                       | Nominados |        |
| 2017 | Billboard           | Mejor Artista Latino                                 |                                                | Nominados | [ 11 ] |
| 2017 | Billboard           | Álbum del Año                                        | Recuerden mi estilo                            | Nominados | [ 11 ] |
| 2017 | Billboard           | Artista del Año                                      |                                                | Nominados | [ 11 ] |
| 2017 | Billboard           | Mexican Songs/Artista del Año, Dúo o Grupo           |                                                | Nominados | [ 11 ] |
| 2017 | Billboard           | Álbum Regional Mexicano del Año                      | Recuerden mi estilo                            | Ganadores |        |
| 2017 | Billboard           | Regional Mexican Albums/Artista del Año, Dúo o Grupo |                                                | Ganadores |        |
| 2017 | Billboard           | Top Latin Albums/Artista del Año, Dúo o Grupo        |                                                | Ganadores |        |
| 2017 | Billboard           | Hot Latin Songs/Artista del Año, Dúo o Grupo         |                                                | Nominados | [ 11 ] |
| 2017 | Lo Nuestro          | Álbum del Año                                        | Recuerden mi estilo                            | Nominados |        |
| 2017 | Lo Nuestro          | Artista Norteño del Año/Regional Mexicano            |                                                | Nominados |        |
| 2017 | Billboard           | Canción del Año, Streaming                           | Te metiste                                     | Nominados | [ 11 ] |
| 2017 | IHeartRadio         | Álbum Regional Mexicano del Año                      | Recuerden mi estilo                            | Ganadores |        |
| 2018 | Bandamax            | Canción Sierreña del Año                             | Según tus labios                               | Ganadores |        |
| 2018 | Premios de la Radio | Canción Sierreña del Año                             | Según tus labios                               | Nominados |        |
| 2018 | Bandamax            | Artista del Año                                      |                                                | Ganadores |        |
| 2018 | Premios de la Radio | Artista Regional Mexicano del Año                    |                                                | Ganadores |        |
| 2019 | Billboard           | Top Latin Albums/Artista del Año, Dúo o Grupo        |                                                | Nominados |        |
| 2021 | Latin Grammy        | Mejor Álbum Música Norteña                           | Recordando a una leyenda (ft. Christian Nodal) | Nominados |        |
| 2024 | Lo Nuestro          | Canción Banda del Año                                | Amor pasajero                                  | Nominados |        |